# Saponara
Saponara ist eine italienische Stadt und Gemeinde der Metropolitanstadt Messina in der Autonomen Region Sizilien mit 3675 Einwohnern (Stand 31. Dezember 2023).

## Lage und Daten
Saponara liegt 25 Kilometer westlich von Messina. Die Einwohner arbeiten hauptsächlich in der Landwirtschaft.
Die Nachbargemeinden sind Messina, Rometta und Villafranca Tirrena.

## Geschichte
Das Gründungsjahr des Ortes ist unbekannt. In der Zeit von 1929 bis 1952 war Saponara ein Teil des Ortes Villafranca Tirrena.

## Sehenswürdigkeiten
- Kirche San Nicolò aus dem 18. Jahrhundert